# Lijst van mythische Britse koningen
Dit artikel geeft een lijst van mythische Britse koningen, zoals beschreven door Geoffrey van Monmouth, in volgorde van troonopvolging.

## Het huis van Brutus
- Brutus van Troje (Brutus van Brittannië)
- Locrinus
- Koningin Gwendolen
- Maddan

Eerste broederoorlog
- Mempricius
- Ebraucus
- Brutus Groenschild
- Leil

Burgeroorlog van de zwakke koning
- Rud Hud Hudibras
- Bladud
- Leir
- Koningin Cordelia

## Het eerste huis van Cornwall
Burgeroorlog tussen Alba en Cornwall
- Cunedagius (deelde het rijk de eerste twee jaar met zijn neef Marganus)
- Rivallo
- Gurgustius
- Sisillius I
- Jago
- Kimarcus
- Gorboduc
- Ferrex en Porrex I

## Het tweede huis van Cornwall
Burgeroorlog der vijf koningen
- Dunvallo Molmutius

Tweede broederoorlog
- Belinus (gezamenlijk met Brennius)
- Gurguit Barbtruc
- Guithelin
- Koningin Marcia
- Sisillius II
- Kinarius
- Danius
- Morvidus
- Gorbonianus
- Archgallo
- Elidurus
- Archgallo
- Elidurus
- Peredurus (Gedurende 7 jaar gezamenlijk met Ingenius)
- Elidurus
- Een naamloze koning
- Marganus II
- Enniaunus
- Idvallo
- Runo
- Gerennus
- Catellus
- Millus
- Porrex II
- Cherin
- Fulgenius
- Edadus
- Andragius
- Urianus
- Eliud
- Cledaucus
- Clotenus
- Gurgintius
- Merianus
- Bledudo
- Cap
- Oenus
- Sisillius III
- Beldgabred
- Archmail
- Eldol
- Redon
- Redechius
- Samuil
- Penessil
- Pir
- Capoir
- Digueillus
- Heli
- Lud
- Androgeus (Cassivelaunus was tijdelijk regent)

Julius Caesar verovert Brittannië
- Cassivelaunus (Androgeus en Tenvantius dienden als hertogen)
- Tenvantius
- Cymbeline (10 - 42)
- Guiderius (overleden 43)
- Arvirargus
- Marius
- Coilus
- Lucius van Brittannië (overleed 156)

## Tussenperiode
- Severus, een Romeinse gedeputeerde (193 - 211)

## Het huis van  Severus
- Geta (189–211)
- Bassianus (211–217)

## Tussenperiode
- Carausius
- Allectus

## Het derde huis van Cornwall
- Asclepiodotus

## Het huis van Colchester (Kaercolim)
- Coel

## Het eerste huis van Rome
- Constantius (293–306CE; Romeins keizer 305–306)
- Constantijn I (305–337CE)

## Het eerste huis van Gewissei
- Octavius

## Het huis van Trahern
- Trahern

## Het tweede huis van Gewissei
- Octavius

## Het tweede huis van Rome
- Maximianus (Romeins keizer 383–388CE)

## Het vierde huis van Cornwall
- Caradocus
- Dionotus

## Het huis van Gracianus
- Gracianus Municeps

## Het eerste huis van Brittannië
- Constantijn II
- Constans

## Het derde huis van Gewissei
- Vortigern
- Vortimer
- Vortigern

## Het tweede huis van Brittannië
- Aurelius Ambrosius
- Uther Pendragon
- Koning Arthur, overleed ca 542

## Het vijfde huis van Cornwall
- Constantijn III
- Aurelius Conanus
- Vortiporius

## Het eerste huis van Gwynedd
- Malgo

## Onbekend huis
- Keredic

## Het tweede huis van Gwynedd
- Cadvan van Gwynedd
- Cadwallo
- Cadwallader, overleed 689

## Pretendenten
- Yvor
- Yni